# Cabarete
Cabarete [kabarété] est un village situé au bord de la côte nord-ouest (la côte d'ambre) en République dominicaine, dans la province de Puerto Plata. Il se trouve à environ 40 km de la ville de Puerto Plata, entre Sosua et San Ignacio de Sabaneta.
Dans les années 1980, c'était encore un petit village de pêcheurs, mais aujourd'hui, le village tourne autour du tourisme, plus particulièrement autour des sports de voiles tels le kitesurf ou le windsurf. On peut aussi y pratiquer le wakeboard (sur la rivière Yasica) ou le surf (à El Encuentro).

## Kitesurf
La plage de kitebeach, située à 20 minutes à pied du village est une plage idéale pour la pratique du kitesurf grâce à la présence du récif corallien à 300 mètres du bord de la plage. A Cabarete, le vent souffle généralement entre 17 et 25 nœuds[réf. nécessaire]. Il est de direction sideonshore, c'est-à-dire qu'il souffle de biais et venant de la mer. Cabarete est une des étapes de la PKRA (Professional Kite(board) Riders Association) qui organise la coupe du monde de kitesurf chaque année durant le mois de Juin.

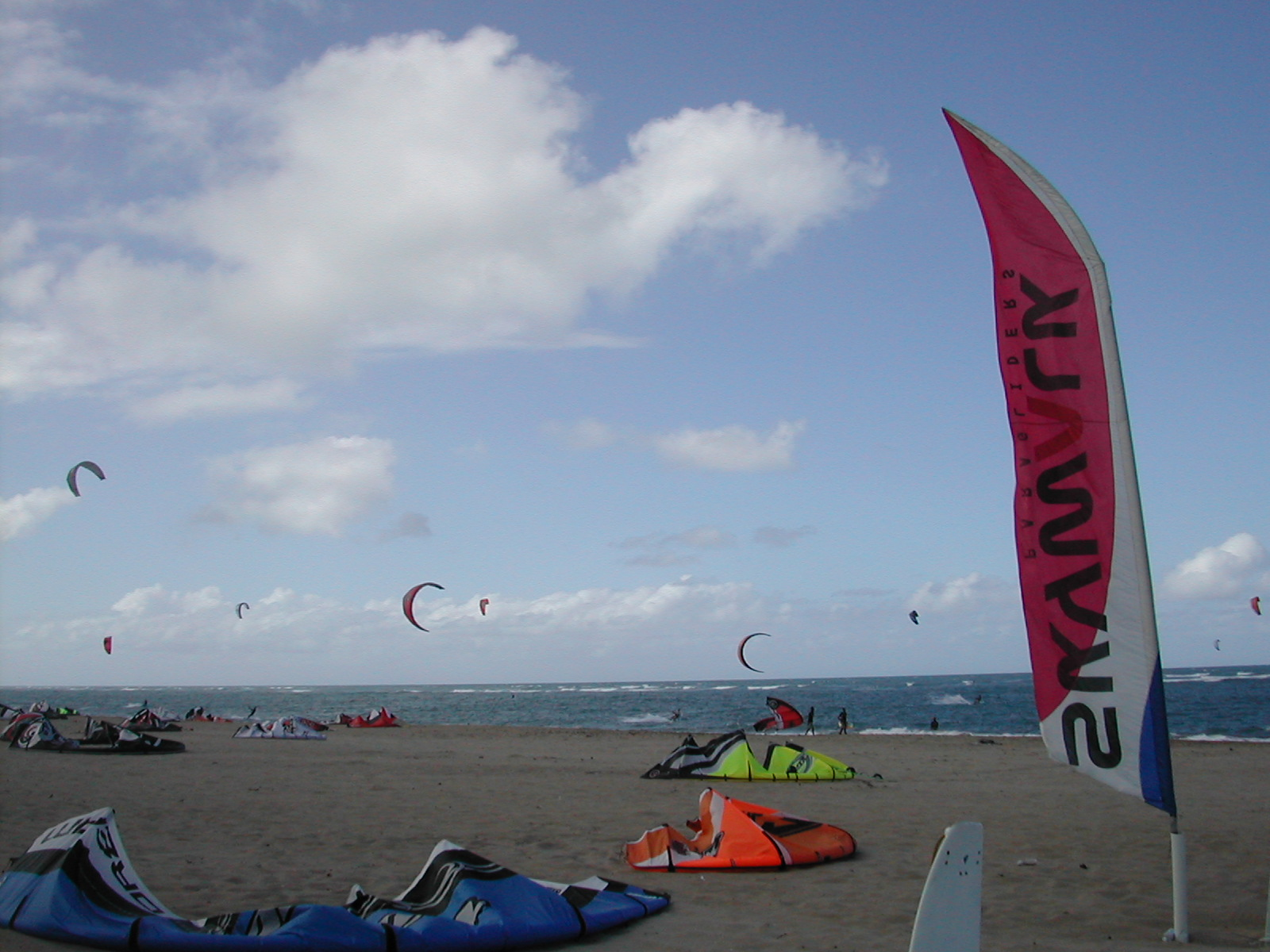
Kitesurfeurs en action à Kitebeach

Kitebeach, un jour sans vent (360⁰)

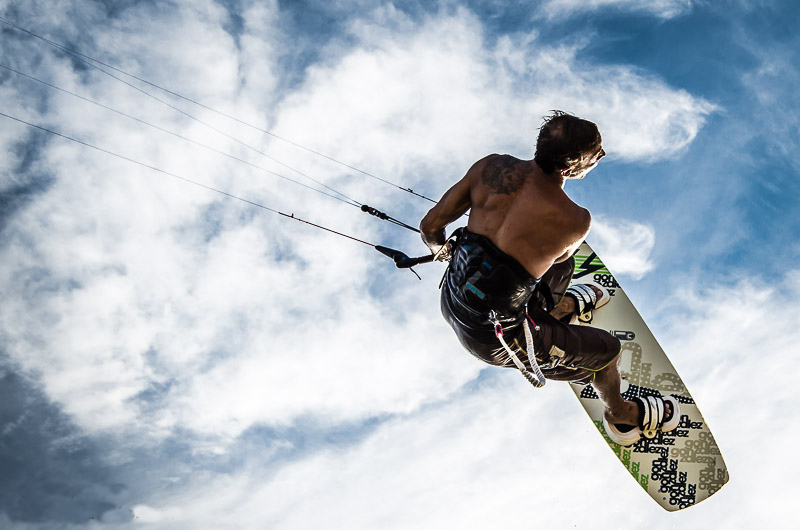
Kiteboarding Cabarete